# Placyda Viel
Placyda Viel, Placide Viel (ur. 26 września 1815 w Quettehou, zm. 4 marca 1877 w Saint-Sauveur-le-Vicomte) – francuska błogosławiona Kościoła katolickiego.

## Życiorys
Była najstarszym z ośmiorga dzieci swoich rodziców. Jej ciotką była św. Maria Magdalena Postel. Mając 18 lat, w 1833 roku wstąpiła do zgromadzenia Sióstr Szkół Chrześcijańskich. Potem pracowała w administracji szkolnej. Zmarła 4 marca 1877 roku w opinii świętości. Beatyfikował ją papież Pius XII w dniu 6 maja 1951 roku.